# Inez Turner
Inez Turner (Jamaica, 3 de enero de 1972) es una atleta jamaicana, especializada en la prueba de 4x400 m en la que llegó a ser medallista de bronce mundial en 1997.

## Carrera deportiva
En el Mundial de Atenas 1997 ganó la medalla de bronce en los 4x400 metros, con un tiempo de 3:21.30 segundos que fue récord nacional de Jamaica, tras Alemania y Estados Unidos, siendo sus compañeras de equipo: Lorraine Graham, Deon Hemmings y Sandie Richards.